# Kawanishi H6K
Морской дальний разведчик МДР-97 ВМС Императорской Японии 海軍九七式飛行艇/愛知H6K (яп.  Кайгун кюнанасики хикотэй/Каваниси Эйти-року-кэй) — цельнометаллический дальний гидроразведчик ВМС Императорской Японии Второй мировой войны. Разработан в авиационном КБ завода Каваниси под руководством С. Кикухары. Принята на вооружение авиации ВМС в начале 1938 года, производилась малой серией. Условное обозначение ВВС союзников Мэйвис (Mavis).

## Конструкция
Четырёхмоторный моноплан-парасоль цельнометаллической конструкции. Пушечное вооружение включало кормовую установку калибра 20-мм, пулемётное — 4 единицы калибра 7,7-мм. Подвесное вооружение включало 12 авиабомб калибром 60 кг, либо 2 авиабомбы калибром 500 кг, торпедное вооружение включало две авиаторпеды калибром 450 мм. Существенным недостатком всех модификаций было принесение бронирования и протектирования топливных баков в жертву дальности. Защита экипажа и баков начала устанавливаться со второй модификации.

## Модификации

### Серийные
- Первая с Венерой-4.
  - 2 ед. ВТА с демонтированным вооружением.
- Вторая — с пулемётными блистерами и удлинённой кормовой секцией.
  - 2 ед. ВТА с демонтированным вооружением.
- Третья с Венерой-5.

### Опытные
- 5 опытных ТТЗ № 9 с двигателем Накадзима-Свет
- 3 опытных с Венерой-2

## Характеристики
| МДР-97                              |                                                   |                 |
| Вторая модификация (H6K4)           |                                                   |                 |
| Технические характеристики          |                                                   |                 |
| Экипаж                              | 9 чел.                                            |                 |
| Длина                               | 25,6 м                                            |                 |
| Размах (площадь) крыла              | 40 м (170 м²)                                     | 40 м (170 м²)   |
| Высота                              | 6,3 м                                             | 6,3 м           |
| Снаряженная (сухая) масса           | 21,5 т (11,7 т)                                   | 21,5 т (11,7 т) |
| Силовая установка                   |                                                   |                 |
| Двигатель                           | 4 ед. Кинсэй-4                                    |                 |
| Объем                               | 32 л                                              |                 |
| Мощность                            | 1000 л. с.                                        |                 |
| Тяговооружённость                   | 0,2 л. с./кг                                      |                 |
| Лётные характеристики               |                                                   |                 |
| Максимальная (крейсерская) скорость | 330 км/ч (250 км/ч)                               |                 |
| Дальность                           | 6,6 тыс. км                                       |                 |
| Потолок                             | 9,6 км                                            |                 |
| Нагрузка на крыло                   | 100 кг/м²                                         | 100 кг/м²       |
| Скороподъемность                    | 6,2 м/с                                           |                 |
| Вооружение                          |                                                   |                 |
| Стрелковое                          | пушечное 1 единица АП-99 пулемётное 4 ед. АП-97   |                 |
| Подвесное                           | торпедное 2 единицы Т-91 бомбовое до 1 т авиабомб |                 |

## Боевое применение

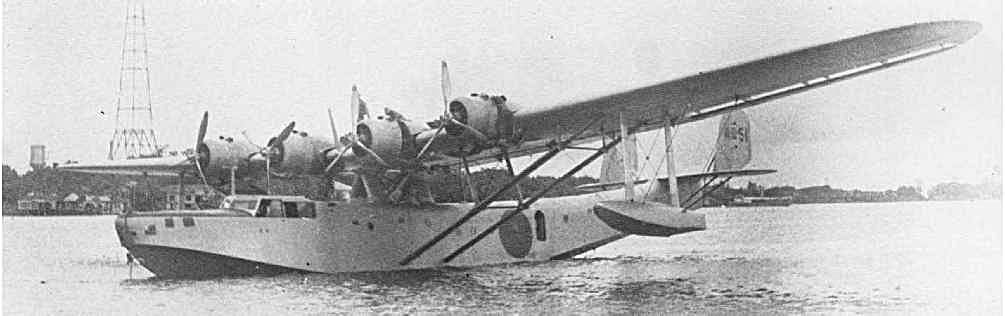
МДР- 97 ВТА после посадки на воду
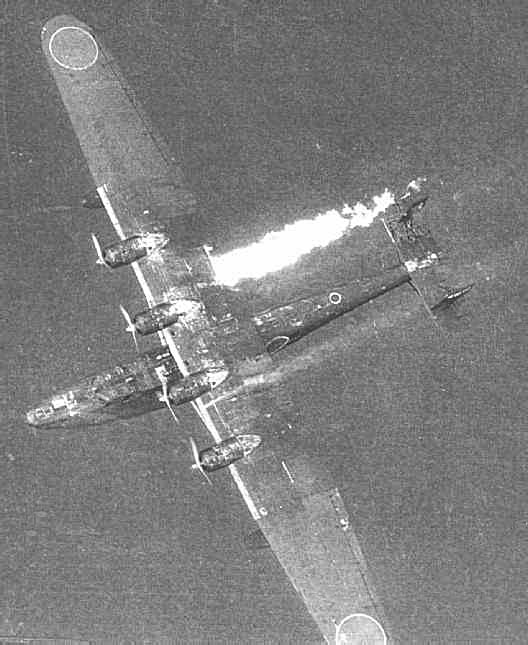
Погибающий над морем МДР-97

МДР-97 начали боевые действия налётом на позиции частей Сухопутных войск США на острове Уэйк через три дня после начала войны на Тихом океане. Лодки широко использовались в ходе начального этапа войны, ведя океанскую разведку, сопровождение конвоев, выполняя задачи ПЛО и ПСС, ведя штурмовку укреплённых островов. С принятием на вооружение МДР-2, МДР-97 вплоть до конца войны переоборудовались в амфибии ВТА.